# C-Mount

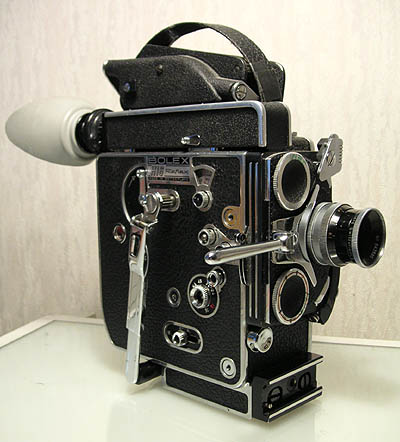
Filmkamera „Bolex H16“ mit C-Mount-Anschluss

Der C-Mount ist ein genormter Gewindeanschluss für (Bewegtbild-)Kameraobjektive im professionellen Bereich. Der Außendurchmesser des Gewindes beträgt 1 Zoll (2,54 cm), die Gewindesteigung beträgt 1⁄32 Zoll. Das Auflagemaß zwischen dem Flansch des Objektivgewindes und der Bildebene entspricht 17,526 mm (0,69 Zoll) bzw. 12,5 mm beim CS-Mount. Der C-Mount ist von der SMPTE mit der Norm SMPTE 76-1996 genormt und wird nach der ANSI B1.1 Gewindenorm auch als „1-32 UN 2A“ bezeichnet.
In aller Regel verfügen C-Mount-Objektive über manuellen Fokus und manuelle Blendeneinstellung (Filmjargon: Iris); es gibt jedoch auch Objektive mit einer motorischen Steuerung von Fokus und Blende.

Kombinationsmöglichkeiten von Kameras und Objektiven mit C-Mount und CS-Mount. Mitte: Um ein Objektiv mit C-Mount an eine Kamera mit CS-Mount anschließen zu können, wird ein Zwischenring von rund 5 mm zum Ausgleich des Auflagemaßes benötigt.

In der Schmalfilmtechnik (Reportagekameras) und später in der Videotechnik ist der C-Mount ein weitverbreiteter Standard. Der Objektivanschluss wurde in den 1920er Jahren von Bell & Howell mit der Filmo 70, einer 16-mm-Schmalfilmkamera, eingeführt. In der Schmalfilm- und Videotechnik wird der C-Mount-Standard auch heute noch verwendet: Aktuell (Juni 2015) bieten mindestens die Firmen Bolex und Logmar Filmkameras mit C-Mount an. Auch mindestens eine aktuelle Videokamera wird mit C-Mount ausgeliefert. Da es trotzdem seit Jahren kein Kamerasystem mit einem C-Mount mehr gibt, das in Großserie hergestellt wird, konzentrierte sich der Einsatz auf Überwachungs- und Industriekameras. Seit der Einführung kleiner Digitalsystemkameras wie Micro Four Thirds oder Sony NEX-5 werden C-Mount-Objektive mit geeigneten Adaptern auch an diesen Kameras eingesetzt. Kenko kündigte im Februar 2011 eine kompakte Systemkamera zur Verwendung mit C-Mount-Objektiven an. Ob diese Kamera aber auch in den Handel kam, ist unklar, da die Firma kurze Zeit später mit Tokina fusionierte und auf der Webseite nichts zu diesem Produkt zu finden ist.
Im Gegensatz zur Filmtechnik wurden Gewindeanschlüsse in der allgemeinen Fotografie früher durch Bajonettanschlüsse ersetzt, da der Objektivwechsel durch Ab- und Anschrauben als zu zeitaufwendig und mühsam empfunden wurde. Um einen schnellen Objektivwechsel möglich zu machen, wurden zuerst mehrere der relativ kleinen Objektive mit C-Mount-Anschluss und fester Brennweite in Revolvern oder Schiebewechslern montiert. Sobald Zoomobjektive mit ausreichender Qualität zur Verfügung standen, wurden diese verwendet. Für die kleinen Formate der Filmkameras standen viel früher Zoomobjektive mit ausreichender Qualität zur Verfügung als für die viel größeren Formate. Durch die Beibehaltung des C-Mounts hat man die Wahl zwischen kleinen, leichten und preisgünstigen Zoomobjektiven und großen, schweren, lichtstarken Zoomobjektiven mit großem Brennweitenbereich. Es können außerdem Spezialobjektive mit fester Brennweite, Auszugsverlängerungen für Nahaufnahmen, Mikroskope und Teleskope angeschlossen werden. Als Gewinde kann der C-Mount auch sehr viel größere Kräfte übertragen als ein gleich großes Bajonett. Im Gegensatz zu anderen Kameras werden Filmkameras oder die sie tragende Montageplatte immer direkt auf den Stativkopf montiert, um schwenken zu können. Der Objektivanschluss muss also sehr schwere Objektive tragen können. In der Kleinbildfotografie wird dagegen ein schweres Objektiv direkt auf dem Stativ befestigt, und das Objektiv trägt die relativ viel leichtere Kamera. Einige professionelle Filmkameras wie Eclair und Bolex, die herstellerspezifische Bajonette einführten, bekamen C-Mount-Adapter, um vorhandene Spezialobjektive verwenden zu können.
C-Mount-Objektive gibt es mit verschiedenen Bildkreisen für unterschiedliche Sensor-/filmgrößen wie 1⁄2″, 2⁄3″, 1″, 8 mm, Super 8/Single 8 und 16 mm/Super 16. Beim Anschluss eines Objektivs mit einem kleinen Bildkreis an eine Kamera mit größerem Bildfenster kann es entsprechend zu Vignettierungen kommen.
In der Mikroskopie wird der C-Mount zum Anschluss von Digitalkameras verwendet. Oft wird hier ein spezieller Anschluss am Mikroskop vorgesehen, der bei modernen Modellen ohne Nachvergrößerung oder Nachverkleinerung durch Okulare oder Projektive auskommt, die bei älteren Mikroskopen noch erforderlich sind. Das vom Objektiv des Mikroskops erzeugte Bild ist groß genug, um die Sensoren, die viel kleiner als konventionelle Filmformate sind, voll auszuleuchten. Die Nachvergrößerung erfolgt durch die Darstellung des kleinen Sensorbildes auf dem großen Bildschirm. Andersherum: die via C-Mount angeschlossene Kamera bildet nur einen Teil des über die Okulare zu sehenden Bildes ab.

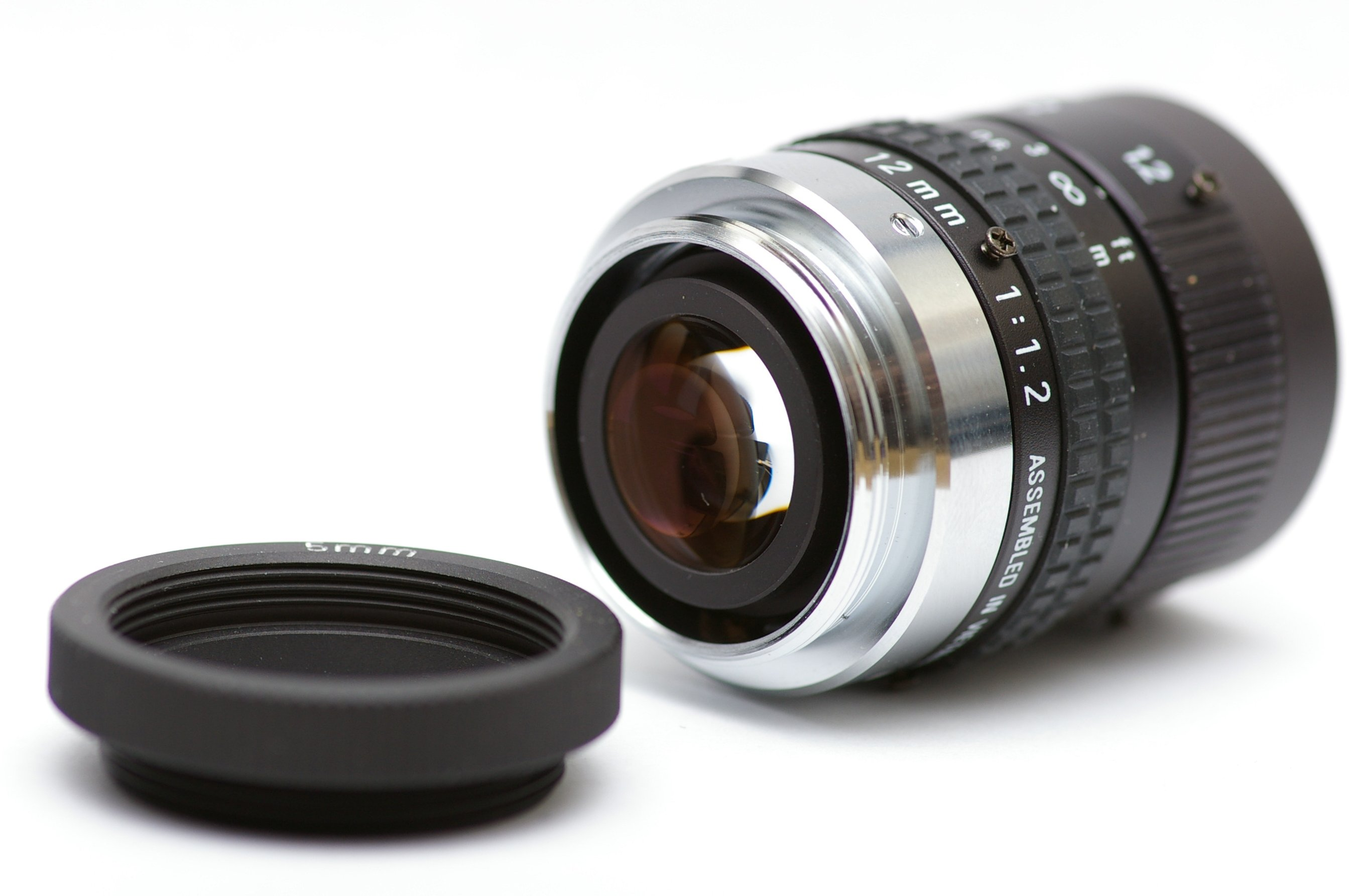
5 mm langer Verlängerungsring C-zu-CS und Objektiv mit C-Mount

Mit einem Zwischenring von rund 5 mm Länge kann ein C-Mount-Objektiv an eine CS-Mount-Kamera angeschlossen werden.